# Chiesa di San Donato (Terricciola)
La chiesa di San Donato si trova a Terricciola.
Sorge nella parte più alta del paese, preceduta da una doppia rampa e da una scalinata; la facciata si presenta con i rifacimenti ottocenteschi che modificarono l'aspetto medievale dell'edificio.
L'interno, a croce latina, è diviso in tre navate da robusti pilastri e le superfici sono sottolineate da cornici e paraste in muratura, secondo il gusto neoclassico di metà Ottocento. In controfacciata, la settecentesca Madonna con Bambino e santi attribuita a Anton Domenico Bamberini. Particolare, per la ricchezza delle decorazioni, è la cappella del Santissimo Sacramento in cui è esposta la seicentesca Flagellazione di Cristo. Il fonte battesimale fu realizzato nel 1807. In sagrestia si conserva una Madonna con Bambino, su tavola, datata 1409.

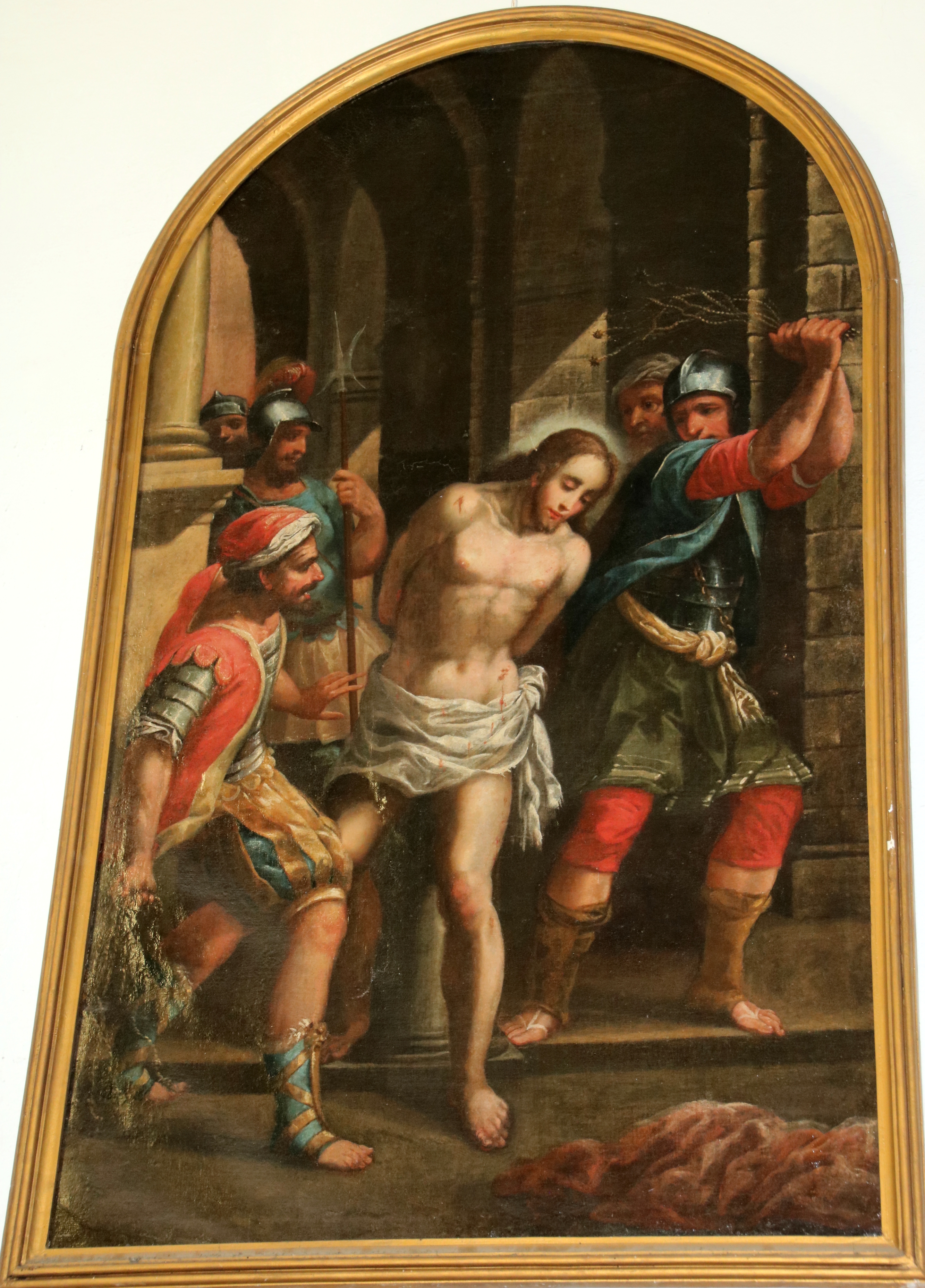
Flagellazione di Cristo del XVII sec.